# Station Appingedam
Station Appingedam is het spoorwegstation in de Groninger plaats Appingedam. Het is geopend op 15 juni 1884 en ligt aan de spoorlijn Groningen - Delfzijl.
Het stationsontwerp wordt ook wel Standaardtype Sneek genoemd en werd in de jaren 80 van de 19e eeuw gebruikt voor zes Nederlandse spoorwegstations. Bij de opening in 1884 kreeg Appingedam eenzelfde stationsgebouw als er nu nog aanwezig zijn in Sneek, Delfzijl en Tiel.
Dit gebouw werd op de voorlopige monumentenlijst geplaatst, maar in afwachting van een nieuwe bestemming viel het ten prooi aan verwaarlozing. Het is in 1978 afgebrand en vervolgens gesloopt. In 1982 kwam er een vervanging in de vorm van een simpele abri. De kaartverkoop geschiedt sindsdien door middel van een kaartautomaat of in de trein.
Het station wordt sinds 1999 niet meer door de NS bediend. In 1999 werd de reizigersdienst overgenomen door NoordNed. Sinds 2005 exploiteert Arriva alle Noordelijke Nevenlijnen.

## Verbindingen
| Serie      | Treinsoort         | Route                                                   | Bijzonderheden |
| ---------- | ------------------ | ------------------------------------------------------- | --- |
| 37700 RS 5 | Stoptrein (Arriva) | Groningen – Appingedam – Delfzijl                       | Rijdt alleen op zondag. |
| 37800 RS 7 | Stoptrein (Arriva) | Delfzijl – Appingedam – Groningen – Zuidbroek – Veendam | Op zondag wordt één keer per uur gereden tussen Groningen en Veendam. Tussen Delfzijl en Groningen rijdt dan stoptrein 37700. |

## Afbeeldingen

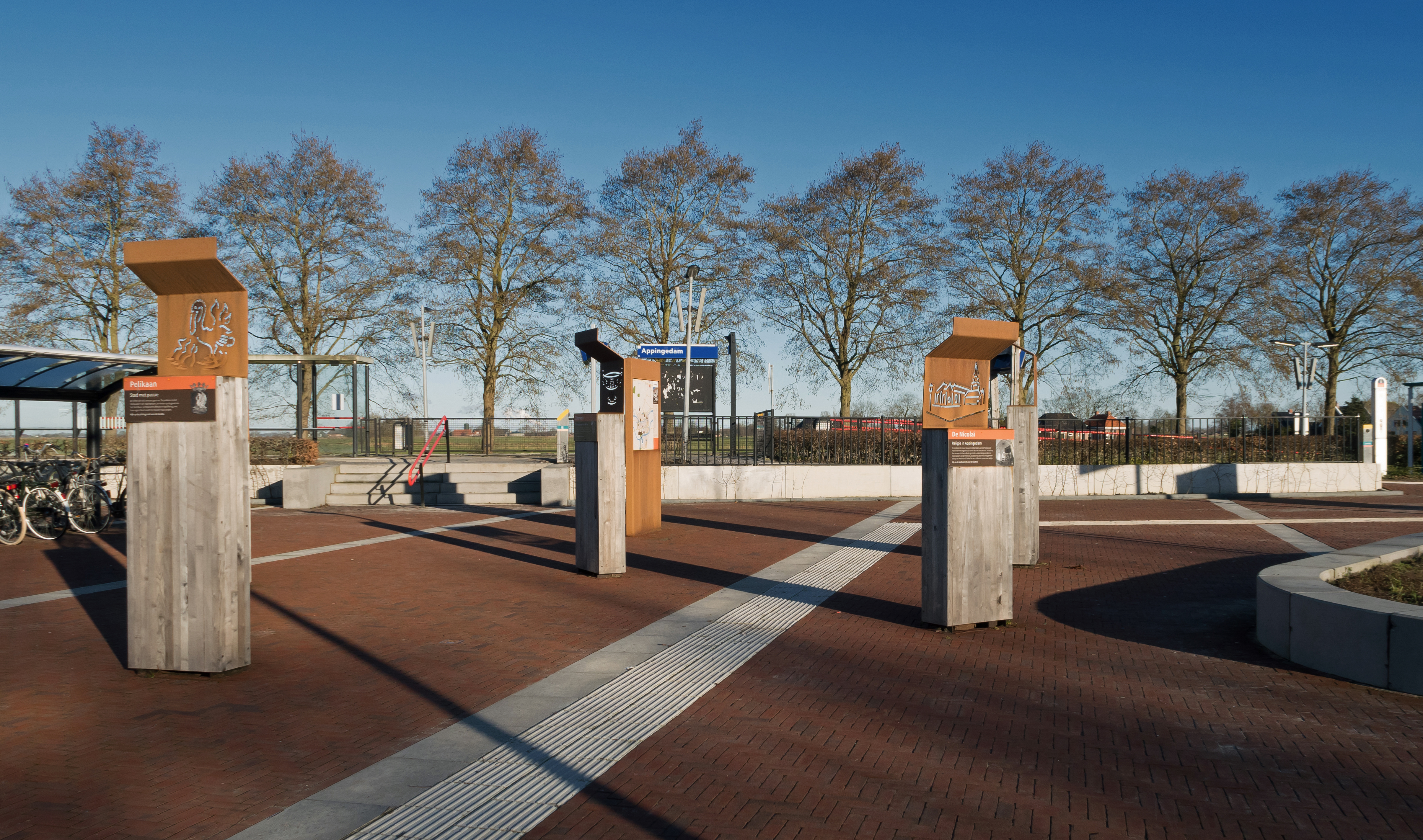
Plein voor station Appingedam in 2018
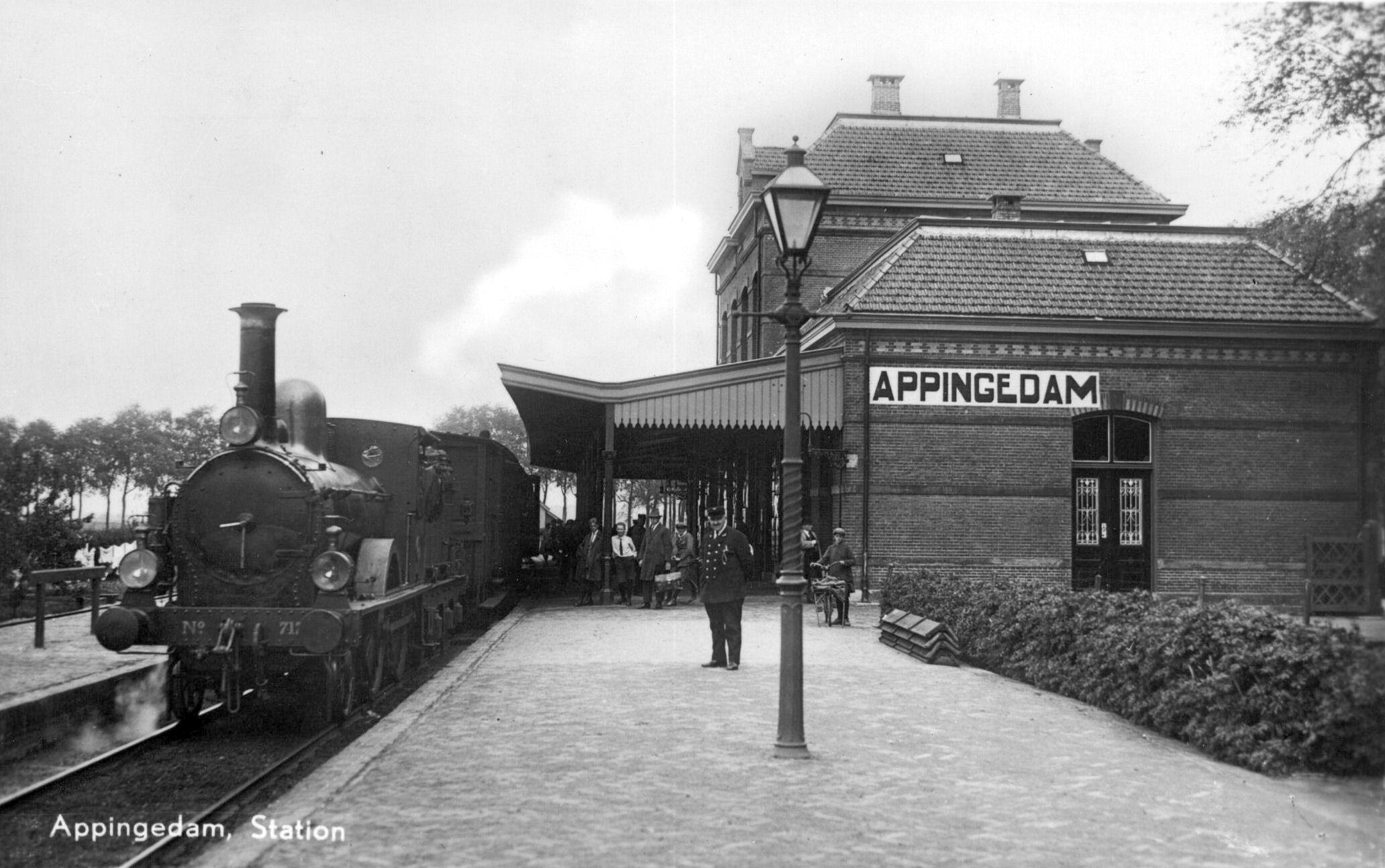
Station Appingedam; circa 1920
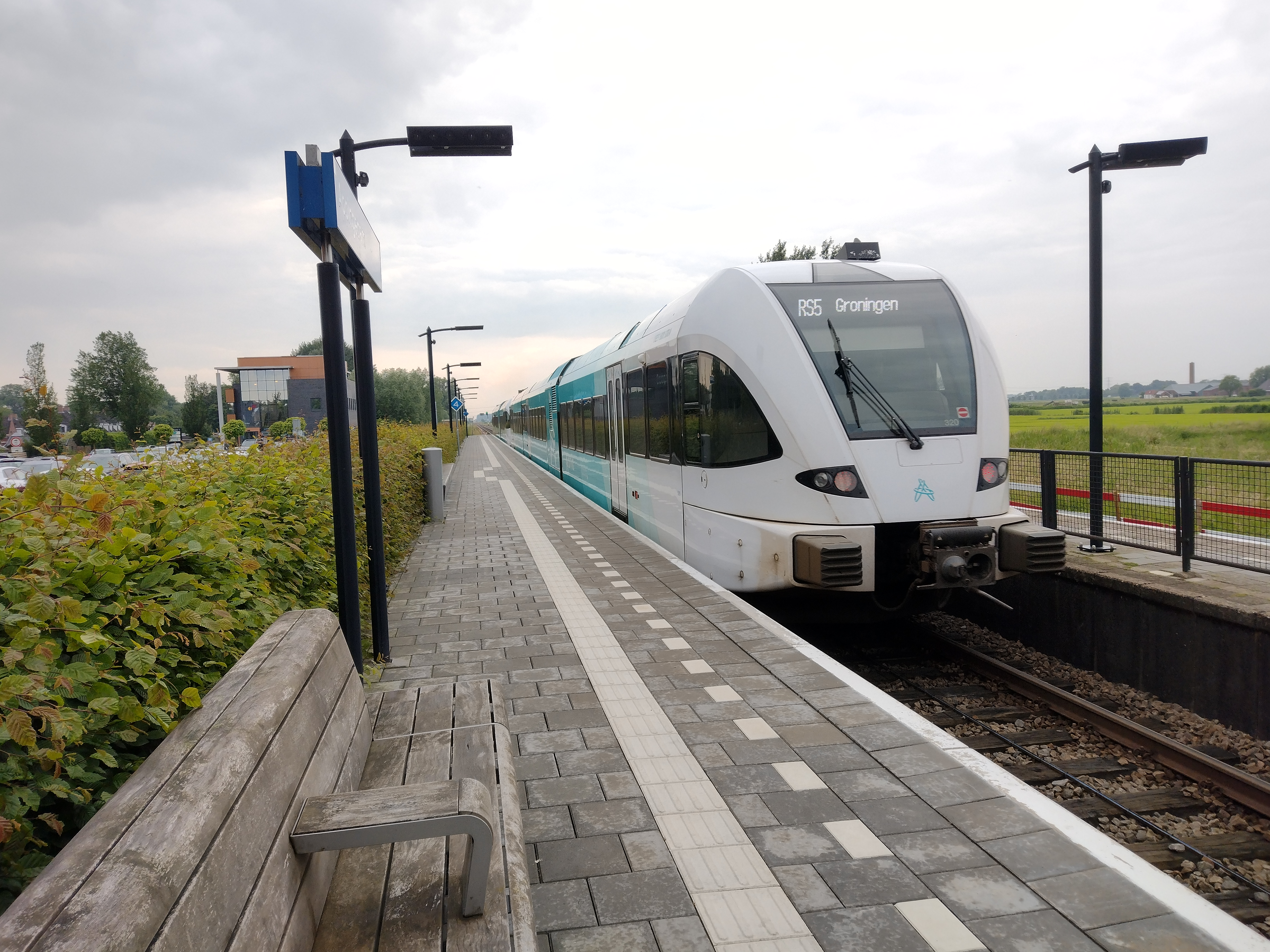
Arriva GTW op het station

0,0: Groningen ·
Kostverloren ·
3,9: Groningen Noord ·
Adorp ·
10,9: Sauwerd ·
Wolddijk ·
15,1: Bedum ·
18: Middelstum ·
21,9: Stedum ·
25,9: Loppersum ·
Eenum ·
Oosterwijtwerd ·
Tjamsweer ·
33,6: Appingedam ·
36: Uitwierde ·
36,3: Delfzijl West ·
37,9: Delfzijl
Appingedam · 
Bad Nieuweschans ·
Baflo · 
Bedum · 
Delfzijl · 
-West · 
Eemshaven ·
Grijpskerk · 
Groningen · 
-Europapark ·
-Noord ·
Haren · 
Hoogezand-Sappemeer · 
Kropswolde · 
Loppersum · 
Martenshoek · 
Roodeschool · 
Sauwerd · 
Scheemda · 
Stedum · 
Uithuizen · 
Uithuizermeeden · 
Usquert · 
Veendam · 
Warffum · 
Winschoten · 
Winsum · 
Zuidbroek · 
Zuidhorn
Voormalige stations: zie de lijst van voormalige spoorwegstations in Groningen